# موتینیتسه (ناحیه هودونین)
موتینیتسه (به چکی: Mutěnice) یک منطقهٔ مسکونی در جمهوری چک است که در ناحیه هودونین واقع شده‌است. موتینیتسه  ۳٬۷۰۴ نفر جمعیت دارد.